# Bengt Öberg
Bengt Halvard Öberg, född 6 juli 1926 i Stockholm, död 15 juli 2006 i Uppsala, var en svensk målare och grafiker.
Han var gift 1949–1954 med Signhild Östlund och från 1954 med Ragnhild Klockars. Öberg studerade konst för Gunnar Allvar och under studieresor till Grekland och Japan men han räknade sig själv som autodidakt. Separat ställde Galleri Duvan 1964 och tillsammans med Nils Strandberg ställde han ut på Galerie Æsthetica 1956 samt i Stockholmssalongerna på Liljevalchs konsthall. Hans konst består av landskap utförda i olja, tempera, koppargrafik och träsnitt.
Under stavningen Benkt Öberg gav han ut böckerna Närfrånvarande (1976) och Vänortsgatan och andra "radinetter" (1985).